# Anundsjösjön
Anundsjösjön är en närmare milslång sjö mellan orterna Mellansel och Bredbyn i Örnsköldsviks kommun i Ångermanland som ingår i Moälvens huvudavrinningsområde. Sjön är 23 meter djup, har en yta på 5,43 kvadratkilometer och befinner sig 49,9 meter över havet. Anundsjösjön ligger i Moälven Natura 2000-område. Sjön avvattnas av vattendraget Moälven (Åselån).
Antarsberget och badplatsen Sandudden ligger utmed sjön. Anundsjösjön är den största sjö som avvattnas av Moälven som har sin början i sjöns utlopp.
Efter utredning beslutade Lantmäteriverket den 24 augusti 2010 att byta sjöns namn från Anundsjön till Anundsjösjön. Detta efter en undersökning av hur sjön benämnts genom tiderna samt med hänvisning till att namnet Anundsjösjön tycks vara den idag vanligaste namnformen efter hörande av Anundsjö hembygdsförening.

## Delavrinningsområde
Anundsjösjön ingår i delavrinningsområde (703823-162290) som SMHI kallar för Utloppet av Anundsjösjön. Medelhöjden är 128 meter över havet och ytan är 40,95 kvadratkilometer. Räknas de 157 avrinningsområdena uppströms in blir den ackumulerade arean 1 463,11 kvadratkilometer. Avrinningsområdets utflöde Moälven (Åselån) mynnar i havet. Avrinningsområdet består mestadels av skog (61 procent). Avrinningsområdet har 5,42 kvadratkilometer vattenytor vilket ger det en sjöprocent på 13,2 procent. Bebyggelsen i området täcker en yta av 0,45 kvadratkilometer eller 1 procent av avrinningsområdet.

## Galleri

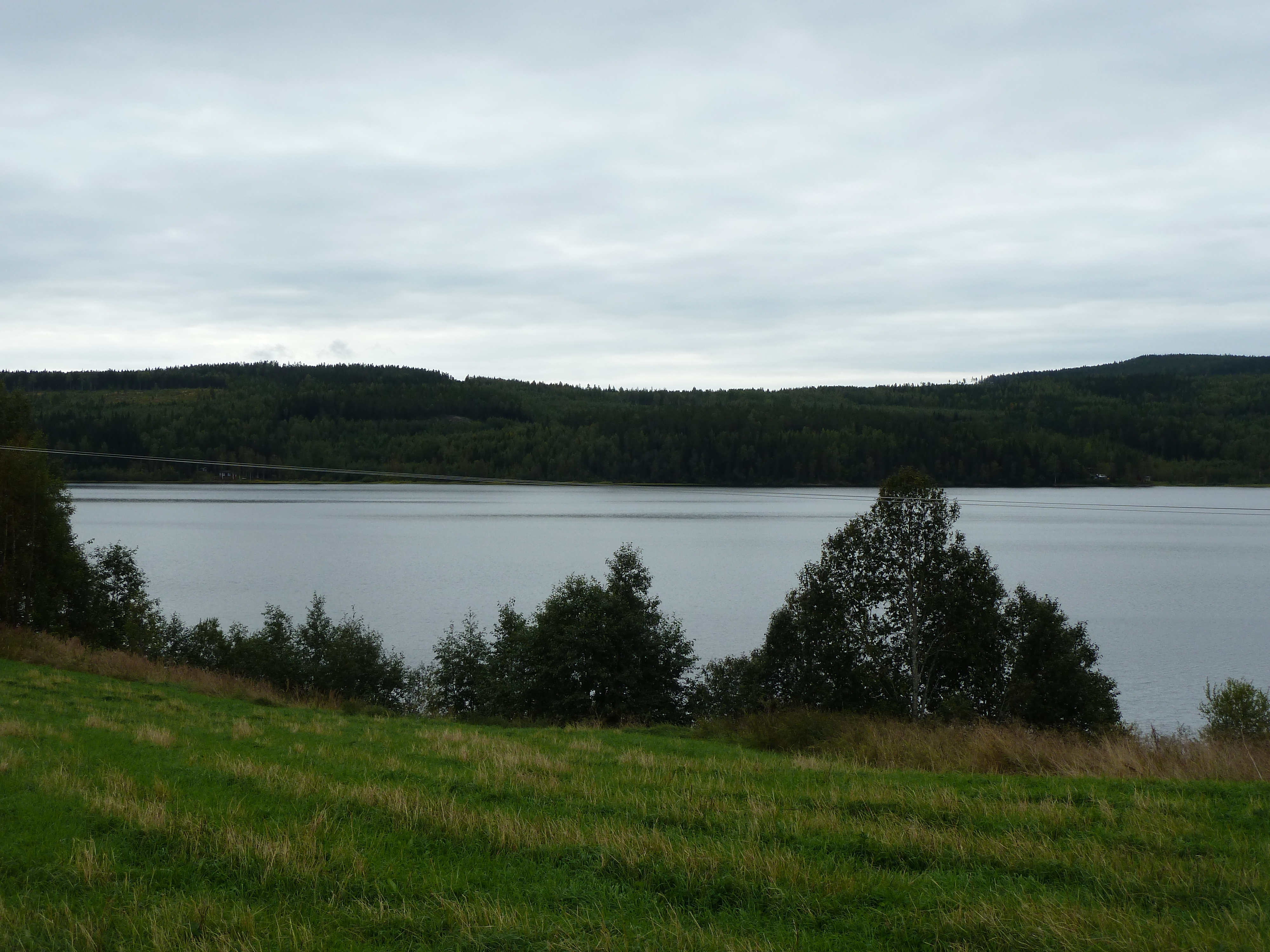
Foto över sjön tagit den 10 september 2012.
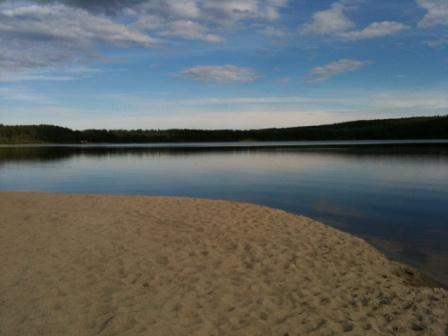
Anundsjösjön från Sandudden i riktning mot Mellansel, augusti 2010.
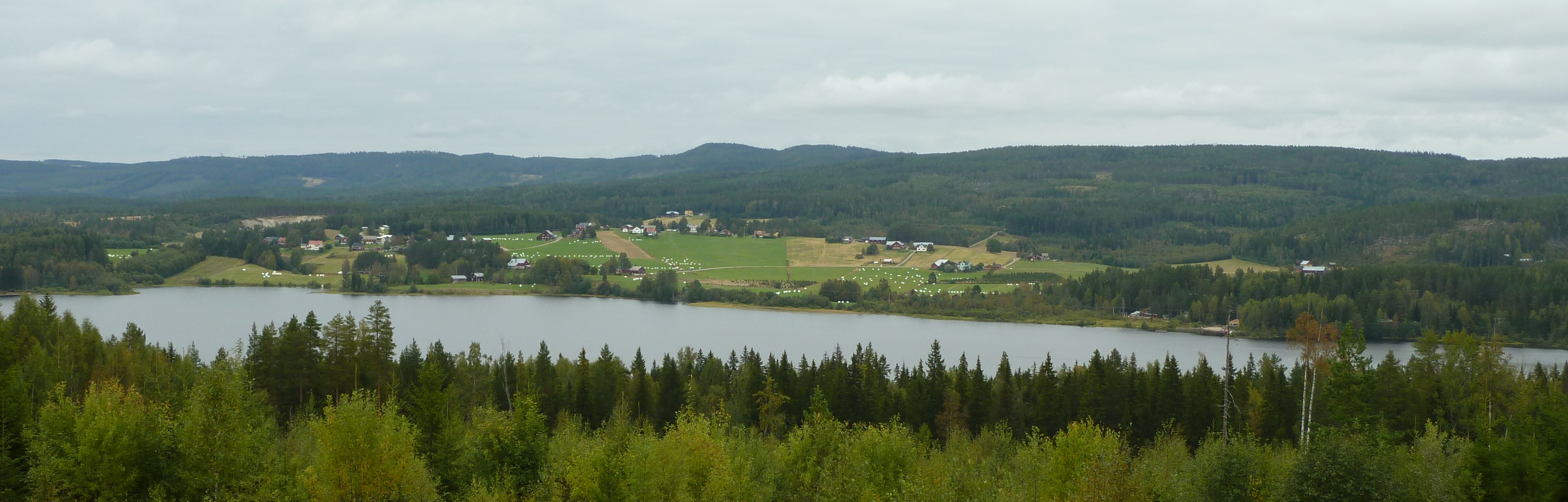
Panorama över sjön
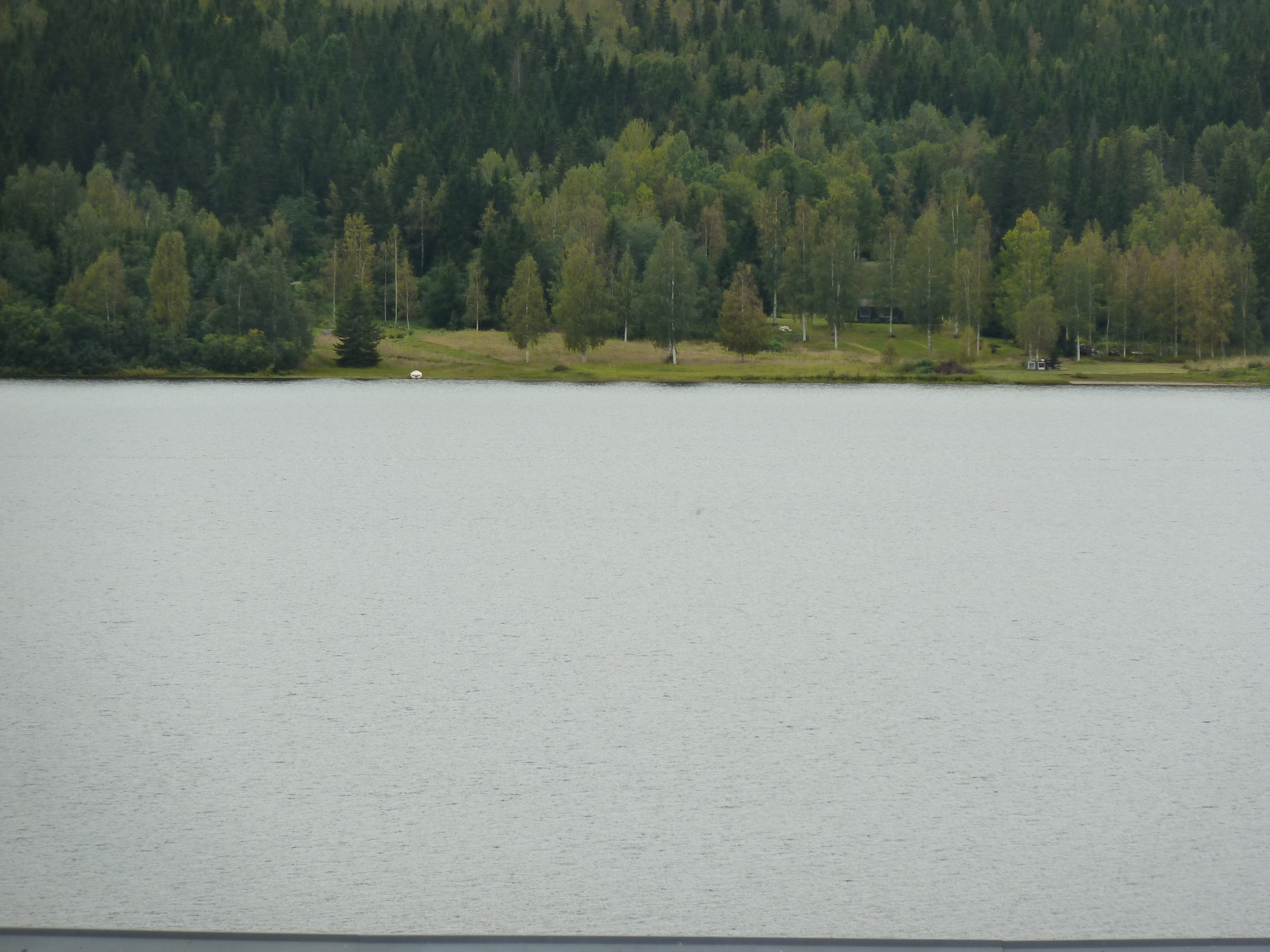